# Ceeceenus
Ceeceenus is een geslacht van neteldieren uit de klasse van de Anthozoa (bloemdieren).

## Soorten
- Ceeceenus levis van Ofwegen & Benayahu, 2006
- Ceeceenus pannosus van Ofwegen & Benayahu, 2006
- Ceeceenus quadrus van Ofwegen & Benayahu, 2006
- Ceeceenus retractus Imahara, 2013
- Ceeceenus torus van Ofwegen & Benayahu, 2006